# Lijst van burgemeesters van Sassenheim
Dit is een lijst van burgemeesters van de voormalige Nederlandse gemeente Sassenheim in de provincie Zuid-Holland tot de opheffing op 1 januari 2006. Per die datum is Sassenheim met Voorhout en Warmond gefuseerd tot de gemeente Teylingen.
| Ambtsperiode | Naam burgemeester                     | Partij of stroming | Bijzonderheden |
| ------------ | ------------------------------------- | ------------------ | --- |
| 1817 - 1852  | Mr. Willem Burchard Huijgens          |                    | eerst als schout, tevens tijdens (deel van?) deze periode burgemeester van De Vennip en van Vrije en Lage Boekhorst |
| 1852 - 1855  | Joannes (J.A.) van der Lee            |                    | |
| 1855 - 1860  | Albert Hendrik Meerum Terwogt         |                    | |
| 1860 - 1870  | Pieter Lijndrajer                     |                    | |
| 1870 - 1873  | Mr. Johannes Nicolaas Anthon Bucaille |                    | |
| 1873 - 1887  | Jean Jacques van Heekeren             |                    | |
| 1887 - 1899  | Jhr. Martinus van den Brandeler       |                    | |
| 1899 - 1903  | Jhr.mr. Jacob Willem Schorer          |                    | |
| 1903 - 1911  | Schelto baron van Heemstra            |                    | |
| 1912 - 1918  | Pieter Besselaar                      | ARP                | |
| 1918 - 1920  | mr. Ferdinand François baron de Smeth |                    | |
| 1920 - 1940  | Josephus Petrus Gouverneur            |                    | |
| 1941 - 1960  | jhr.mr. Rudolph Sandberg van Boelens  |                    | |
| 1961 - 1974  | Johannes baron van Knobelsdorff       | CHU                | |
| 1974 - 1989  | Bram (A.J.) Kret                      | ARP / CDA          | |
| 1989 - 1994  | Hubert (H.M.) de Jonge                | CDA                | |
| 1994 - 1995  | Corstiaan (C.A.) Bos                  | CDA                | waarnemend |
| 1995 - 2002  | Rik (F.H.) Buddenberg                 | CDA                | |
| 2002 - 2006  | Cees (C.J.D.) Waal                    | PvdA               | waarnemend |